# Maisnières
Maisnières település Franciaországban, Somme megyében. Lakosainak száma 477 fő (2022. január 1.). Maisnières Aigneville, Buigny-lès-Gamaches, Frettemeule, Tilloy-Floriville, Tours-en-Vimeu és Vismes községekkel határos.

## Népesség
A település népességének változása:
| Lakosok száma | 524  | 517  | 521  | 516  | 524  | 531  | 513  | 495  | 477  |
|               | 2013 | 2015 | 2016 | 2017 | 2018 | 2019 | 2020 | 2021 | 2022 |